# Children of God (film)
Pour plus de détails, voir Fiche technique et Distribution.
Children of God est un film bahaméen réalisé par Kareem Mortimer, sorti en 2010.

## Synopsis
Jonny, un étudiant en peinture, doit partir en retraite artistique sur l'île d'Eleuthera. Là-bas, il retrouve Romeo, une connaissance de jeunesse. Ils entament une relation amoureuse.
Lena, la femme d'un pasteur chrétien évangélique qui a des relations homosexuelles cachées et l'a contaminée avec une infection sexuellement transmissible, a aussi pris le chemin de l'île.

## Fiche technique
- Titre : Children of God
- Réalisation : Kareem Mortimer
- Scénario : Kareem Mortimer
- Musique : Nathan Matthew David
- Photographie : Ian Bloom
- Montage : Maria Cataldo
- Production : Richard LeMay, Kareem Mortimer et Trevite Willis
- Société de production : Southern Fried Filmworks et Mercury Rising Films
- Pays de production :  Bahamas
- Genre : Drame
- Durée : 104 minutes
- Dates de sortie : 
  - États-Unis : 13 mars 2010 (festival international du film de Miami), 20 mai 2011

## Distribution
- Johnny Ferro : Johnny Roberts
- Stephen Tyrone Williams : Romeo Fernander
- Margaret Laurena Kemp : Lena Mackey
- Mark Ford : Ralph Mackey
- Van Brown : le révérend Ritchie
- Leslie Vanderpool : Rhoda Ritchie
- Craig Pinder : Mike Roberts
- Sabrina Lightbourn : l'ami de Mike Robert
- Jason Elwood Hanna : « Purple »
- Christine Wilson : Anna
- Conrad Knowles : Mojo
- Aijalon Coley : Omar Mackey
- Juanita Kelly : Lonnette
- Lilly Shumaker : Pandora

## Accueil
Jeannette Catsoulis pour le New York Times a trouvé le film moyen et trop simpliste. Clay Cane pour BET.com a quant à lui apprécié le film et notamment ses interprètes et sa photographie. Boyd van Hoeij pour Variety a également loué ces deux éléments mais regrette par ailleurs l'usage d'éléments relevant de la formule.